# Königslachen
Königslachen ist ein Ortsteil der Stadt Schrobenhausen im oberbayerischen Landkreis Neuburg-Schrobenhausen. 

## Geographie
Das Kirchdorf Königslachen liegt nördlich der Stadt Schrobenhausen an der Staatsstraße 2046.

## Geschichte
Die örtliche Filialkirche St. Bernhard der katholischen Heilig-Geist-Kirche in Mühlried wurde im 14. Jahrhundert erbaut. Der Ort Königslachen gehörte lange zur Hofmark Edelshausen. Im Zuge der Gebietsreform in Bayern wurde die durch das Gemeindeedikt 1818 gegründete Gemeinde Mühlried mit den Orten Königslachen, Altenfurt, Aumühle, Högenau, Ried, Rinderhof, Sandhof und Weil nach Schrobenhausen eingegliedert.